# Episodi di Questo nostro amore (prima stagione)
La prima stagione della serie televisiva Questo nostro amore, composta da 12 episodi, è stata trasmessa in prima visione assoluta in Italia su Rai 1 dal 28 ottobre 2012 al 20 novembre 2012.
| nº | Titolo                  | Prima TV Italia  |
| -- | ----------------------- | ---------------- |
| 1  | Episodio 1 Episodio 2   | 28 ottobre 2012  |
| 2  | Episodio 3 Episodio 4   | 30 ottobre 2012  |
| 3  | Episodio 5 Episodio 6   | 4 novembre 2012  |
| 4  | Episodio 7 Episodio 8   | 6 novembre 2012  |
| 5  | Episodio 9 Episodio 10  | 13 novembre 2012 |
| 6  | Episodio 11 Episodio 12 | 20 novembre 2012 |

## Primo episodio
Regia: Luca Ribuoli

Soggetto: Stefano Bises, Elena Bucaccio

Sceneggiatore:

### Trama
La serie si apre la domenica del quindici gennaio dell'anno 1967 in un paesino del Piemonte, dove vive la famiglia Costa-Ferraris composta da cinque persone: Vittorio il capo famiglia, Anna la compagna, Benedetta (diciotto anni, nonché la primogenita), Marina (dieci anni) e Clara (sei anni). Vittorio a quindici anni si è sposato con Francesca che, pochi mesi dopo il matrimonio, lo ha lasciato dicendogli che era troppo giovane e che non se la sentiva; Vittorio non ancora ottenuto l'annullamento. Qualche anno dopo conosce Anna, della quale si innamora perdutamente subito, dimenticando completamente Francesca; Anna, anche se conoscendo la situazione di Vittorio, cioè quella di non poterla sposare decide comunque di iniziare una relazione con lui, dalla quale nascono Benedetta, Marina e Clara. I due quindi, essendo considerati concubini ogni volta che vengono scoperti sono costretti a scappare. Infatti quella mattina di gennaio verranno nuovamente scoperti e quindi costretti a scappare di nuovo. Arrivano a Torino città natale di Anna, dove prendono in affitto una casa in un condominio; Benedetta fa amicizia con la vicina di casa Gisella, che lavora al negozio di parrucchiere che si trova sotto casa. Anna decide di riappacificare le acque tra Vittorio e la madre Alberta decidendo così di farla trasferire a casa con loro. È il primo giorno nella nuova scuola per Benedetta, Marina e Clara; Benedetta incontra Maurizio un capellone poco studioso che fa subito colpo su di lei; Marina fa amicizia con i figli degli altri condomini.  Vittorio trova lavora presso una grande azienda detta "Italiavox". Benedetta che ha ancora l'aria di una bambina, decide di cambiare un po', facendosi tagliare i capelli dall'amica Gisella. Intanto Anna decide di partecipare ai concorsi magistrali per poter diventare una maestra di scuola elementare, che sarebbe stato quello che avrebbe voluto fare ma siccome rimase incinta non poté partecipare. Giorni dopo arrivano gli Strano, una famiglia meridionale composta da: Salvatore, Teresa, Bernardo (20 anni), i gemelli Domenico e Fortunato (10 anni) e "Cicciuzzo" Francesco (6 anni). La puntata si conclude con l'arrivo (al paesino dove vivevano prima i Costa) di Francesca, la moglie di Vittorio.

## Secondo episodio
Regia: Luca Ribuoli

Soggetto: Stefano Bises, Elena Bucaccio

Sceneggiatore:

### Trama
Vittorio accetta anche se a malincuore che Anna partecipi ai concorsi magistrali. Benedetta visto il suo forte legame con Maurizio inizia a prendere i suoi atteggiamenti, a non studiare ed dopo essere stata trovata in palestra a provare una sigaretta da una prof.essa le risponde anche male e perciò il preside le scrive una nota, che Benedetta fa vedere solo a sua madre e Vittorio quando viene a saperlo si arrabbia enormemente. Vittorio ritrova il pianoforte di Anna e decide di formare un coro , gestito dalla stessa, con le sue due figlie più piccole e tutti i bambini del condominio. Intanto Bernardo va a lavorare nella fabbrica dove lavora anche suo padre , ma non riesce ad ambientarsi perché il suo capo lo ha preso di mira e lui fa fatica a trattenere l'ira ma deve farlo per forza se non vuole essere trasferito o peggio licenziato. Fortunato e Domenico si fanno amica Marina ricostruendole il planetario che le avevano rotto. Dopo aver visto Benedetta baciarsi in strada con Maurizio, Vittorio decide di metterla in punizione e di organizzare una cena per conoscere quello che ritiene essere il fidanzato della figlia. La puntata finisce con la scoperta della convivenza di Vittorio ed Anna.

## Terzo episodio
Regia: Luca Ribuoli

Soggetto: Stefano Bises, Elena Bucaccio

Sceneggiatore:

## Quarto episodio
Regia: Luca Ribuoli

Soggetto: Stefano Bises, Elena Bucaccio

Sceneggiatore:

## Quinto episodio
Regia: Luca Ribuoli

Soggetto: Stefano Bises, Elena Bucaccio

Sceneggiatore: Elena Bucaccio, Fidel Signorile

### Trama
Mal tollerando il fatto che Anna abbia assunto un lavoro fuori casa, benché precario, Vittorio vagheggia di trasformare il lavatoio condominiale in una scuola musicale di canto per ragazzi. Avvisato, tuttavia, dal portiere che l'Assemblea di condominio non aderirà a tale richiesta, avendo già ripetutamente in passato rifiutato proposte tendenti ad una diversa destinazione d'uso del locale, Vittorio escogita di far presa sulla leva romantica, motivando la sua richiesta con una plateale dichiarazione d'amore. Lo stratagemma fa breccia nel sentimento delle signore del palazzo, che decidono di accogliere la richiesta, e lusinga persino Anna, che tuttavia dichiara la sua ferma intenzione di non rinunciare alla realizzazione del suo sogno di insegnare.

## Sesto episodio
Regia: Luca Ribuoli

Soggetto: Stefano Bises, Elena Bucaccio

Sceneggiatore: Elena Bucaccio, Fidel Signorile

### Trama
La pubblica dichiarazione d'amore di Vittorio rende noto a tutti che egli convive more uxorio con Anna e questo, come già altre volte in passato, sospinge gli altri inquilini ad isolarli. Ora anche Bernardo evita di restar solo con Benedetta, che ne soffre, ma Bernardo si comporta così, convinto che Benedetta non corrisponda sinceramente il suo amore, ed affrontato apertamente da costei si allontana in silenzioso riserbo. I Costa sono fermamente decisi a resistere ai pregiudizi dei loro coinquilini benpensanti. Anna ottiene l'impiego di insegnante in una scuola serale e questo desta, al tempo stesso, profondo sgomento in Vittorio e fiera ammirazione in Teresa Strano, meridionale immigrata, che non ha mai fatto mancare la sua solidarietà ad Anna, e che vorrebbe, nel suo intimo, emularne alcuni comportamenti.